# カイル・マッキャン
- カイル・マキャン

カイル・ジョゼフ・マッキャン（Kyle Joseph McCann, 1997年12月2日 - ）は、 アメリカ合衆国ジョージア州アトランタ出身のプロ野球選手（捕手）。右投左打。MLBのオークランド・アスレチックス傘下所属。
いずれも同姓かつ同じ捕手であるブライアン・マッキャンとジェームズ・マッキャンとの血縁関係は無い。

## 経歴
2019年のMLBドラフト4巡目（全体134位）でオークランド・アスレチックス から指名され、プロ入り。契約後、傘下のルーキー級アリゾナリーグ・アスレチックスでプロデビュー。A-級バーモント・レイクモンスターズでもプレーし、2チーム合計で60試合に出場して打率.211、9本塁打、32打点を記録した。
2020年はCOVID-19の影響でマイナーリーグの試合が開催されなかったため、公式戦の出場は無かった。
2021年はAA級ミッドランド・ロックハウンズでプレーし、93試合に出場して打率.283、8本塁打、39打点、1盗塁を記録した。
2022年はAA級ミッドランドとAAA級ラスベガス・アビエイターズでプレーし、2チーム合計で97試合に出場して打率.234、21本塁打、66打点、2盗塁を記録した。
2023年はAAA級ラスベガスでプレーし、90試合に出場して打率.270、17本塁打、57打点、3盗塁を記録した。
2024年は開幕日の3月28日にメジャー契約を結んでアクティブ・ロースター入りすると、30日のクリーブランド・ガーディアンズ戦にて「7番・捕手」でメジャーデビューを果たし、初安打と初打点を記録している。この年は54試合に出場して打率.236、5本塁打、15打点を記録した。
2025年1月30日にジョニー・ペレダのトレード加入に伴ってDFAとなり、2月5日にペレダと同じくトレード加入したアンソニー・マルドナードと共にAAA級ラスベガスに降格した。なお、同年のスプリングトレーニングには招待選手として参加する。

## 詳細情報

### 年度別打撃成績
| 年 度    | 球 団    | 試 合 | 打 席 | 打 数 | 得 点 | 安 打 | 二 塁 打 | 三 塁 打 | 本 塁 打 | 塁 打 | 打 点 | 盗 塁 | 盗 塁 死 | 犠 打 | 犠 飛 | 四 球 | 敬 遠 | 死 球 | 三 振 | 併 殺 打 | 打 率 | 出 塁 率 | 長 打 率 | O P S |
| -------- | -------- | ----- | ----- | ----- | ----- | ----- | -------- | -------- | -------- | ----- | ----- | ----- | -------- | ----- | ----- | ----- | ----- | ----- | ----- | -------- | ----- | -------- | -------- | ----- |
| 2024     | OAK      | 54    | 157   | 140   | 13    | 33    | 4        | 0        | 5        | 52    | 15    | 0     | 0        | 0     | 0     | 16    | 1     | 1     | 59    | 2        | .236  | .318     | .371     | .689  |
| MLB：1年 | MLB：1年 | 54    | 157   | 140   | 13    | 33    | 4        | 0        | 5        | 52    | 15    | 0     | 0        | 0     | 0     | 16    | 1     | 1     | 59    | 2        | .236  | .318     | .371     | .689  |

- 2024年度シーズン終了時

### 年度別守備成績
| 年 度 | 球 団 | 捕手（C） | 捕手（C） | 捕手（C） | 捕手（C） | 捕手（C） | 捕手（C） | 捕手（C） | 捕手（C） | 捕手（C） | 捕手（C） | 捕手（C） |
| 年 度 | 球 団 | 試 合     | 刺 殺     | 補 殺     | 失 策     | 併 殺     | 守 備 率  | 捕 逸     | 企 図 数  | 許 盗 塁  | 盗 塁 刺  | 阻 止 率  |
| ----- | ----- | --------- | --------- | --------- | --------- | --------- | --------- | --------- | --------- | --------- | --------- | --------- |
| 2024  | OAK   | 44        | 288       | 12        | 4         | 2         | .987      | 5         | 42        | 34        | 8         | .190      |
| MLB   | MLB   | 44        | 288       | 12        | 4         | 2         | .987      | 5         | 42        | 34        | 8         | .190      |

- 2024年度シーズン終了時

### 背番号
- 52（2024年）